# Safo (Gounod)

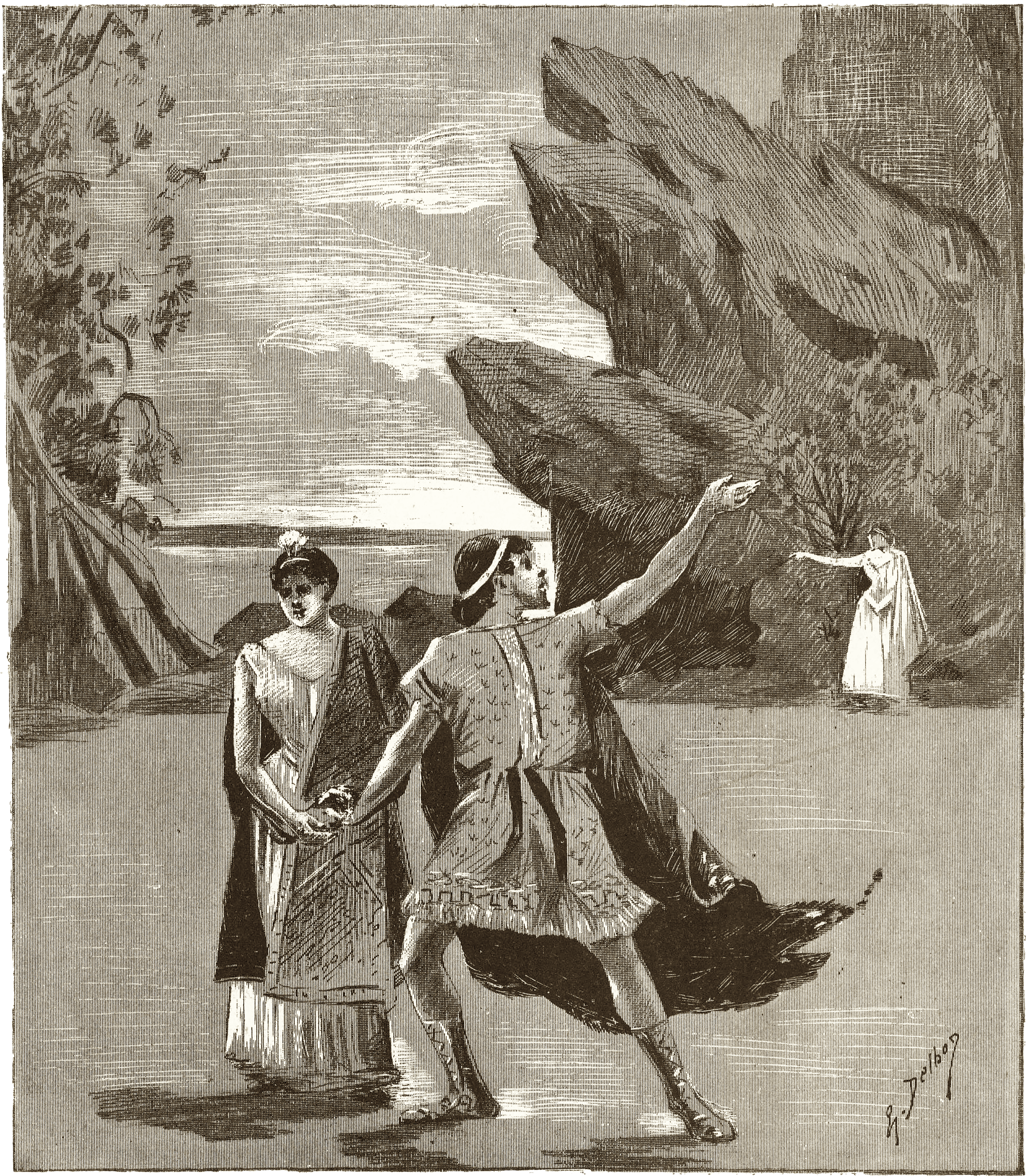
Characters Sapho Glycère, and Phaon in Act 5 of Sapho by Charles Gounod (1851).

Safo é uma ópera em três atos de Charles Gounod com libreto de Émile Augier que foi estreada pela Opera de Paris na Salle Le Peletier no dia 16 de abril de 1851. Foi representada apenas 9 vezes na produção inicial, mas foi um succès d'estime para o jovem compositor, com os críticos a elogiar o Ato 3 em especial. Regressou posteriomente à cena em versões de 2 atos (1858) e 4 atos (1884), conseguindo um total de 48 récitas.